# یوسوکه سوزوکی (دونده)
یوسوکه سوزوکی (انگلیسی: Yusuke Suzuki؛ زادهٔ ۲ ژانویهٔ ۱۹۸۸) دونده پیاده‌روی سرعت اهل ژاپن است.